# 海茲堡 (密蘇里州)
海茲堡（英語：Hydesburg）是位於美國密蘇里州羅爾斯縣的鬼鎮。

## 歷史
海茲堡的郵局於1832年設立，其後於1871年停運。

## 地理
海茲堡所處的海拔為高於海平面220米（即722英呎），而該地所採用的時區為UTC-6，即北美中部時區（CST）。同時該地設有夏令時間，為UTC-6調快一小時，即UTC-5（CDT）。